# Рајскирхен
Рајскирхен (њем. Reiskirchen) општина је у њемачкој савезној држави Хесен. Једно је од 18 општинских средишта округа Гисен. Према процјени из 2010. у општини је живјело 10.626 становника. Посједује регионалну шифру (AGS) 6531016.

## Географски и демографски подаци
Рајскирхен се налази у савезној држави Хесен у округу Гисен. Општина се налази на надморској висини од 230 метара. Површина општине износи 45,0 km². У самом мјесту је, према процјени из 2010. године, живјело 10.626 становника. Просјечна густина становништва износи 236 становника/km².

## Међународна сарадња
| Мјесто  | Држава    | Врста сарадње | Од    |
| ------- | --------- | ------------- | ----- |
| Голешов | Пољска    | контакт       | 1994. |
|         | Француска | партнерство   | 1975. |
|         | Француска | партнерство   | 1991. |
| Извор   |           |               |       |